# 크리스티나 콜
크리스티나 콜(Christina Cole, 1982년 5월 8일 ~ )은 잉글랜드의 배우이다.

## 출연 작품
- 주피터 어센딩 (2015)
- 뮤츄얼 프렌즈 (2013)
- 카오스 (2011)
- 엠마 (2009)
- 독하우스 (2009)
- 오만과 편견 다시쓰기 (2008)
- 미스 페티그루의 어느 특별한 하루 (2008)
- 이안 스톤의 죽음 (2007)
- 제인 에어 (2006)
- 007 카지노 로얄  (2006)
- 목사관 살인사건 (2004)
- 왓 어 걸 원츠 (2003)